# Eumacronychia taleola
Eumacronychia taleola är en tvåvingeart som beskrevs av Henry J. Reinhard 1965. Eumacronychia taleola ingår i släktet Eumacronychia och familjen köttflugor.
Artens utbredningsområde är Texas. Inga underarter finns listade i Catalogue of Life.